# Sofie Bredgaard
Sofie Bredgaard, född 18 januari 2002, är en dansk fotbollsspelare. Hon representerar ACF Fiorentina och det danska landslaget.

## Biografi
Sofie Bredgaard inledde sin seniorkarriär i Boldklubben af 1893. Hon har även spelat för damallsvenska Linköping FC och FC Rosengård innan hon 2024 värvades av Fiorentina.  Hon har även representerat det danska damlandslaget där hon debuterade 2022.